# Nadia Nadimová
Nadia Nadimová (paštunsky نادیه ندیم‎, * 2. ledna 1988 Herát) je dánská fotbalistka afghánského původu. Hraje v útoku, od roku 2021 působí v týmu Racing Louisville FC v americké National Women's Soccer League.
Jejím otcem byl generál Rabani Nadim, popravený tálibánci v roce 2000. Nadia s matkou a sestrami poté uprchla do Dánska. Dánské občanství získala v roce 2009. Její mladší sestra Diana Nadimová je profesionální boxerka.
Začínala v aalborském týmu Gug Boldklub, pak hrála za B52 Aalborg, Team Viborg, IK Skovbakken, kde získala dánský pohár v roce 2009, a za Fortunu Hjørring, s níž vyhrála v roce 2014 dánskou nejvyšší soutěž. Pak odešla do USA, kde působila v klubech Sky Blue FC a Portland Thorns FC, s kterým získala v roce 2016 NWSL Shield. Po angažmá v Manchester City WFC a Paris Saint-Germain Féminine, kterému pomohla v roce 2021 k prvnímu francouzskému titulu, se vrátila do zámoří a posílila ligového nováčka z Louisville v Kentucky. Je známá jako přesná exekutorka pokutových kopů.
Za dánskou ženskou reprezentaci odehrála 99 utkání a vstřelila 38 branek. Startovala na mistrovství Evropy ve fotbale žen 2009 (vyřazení v základní skupině), mistrovství Evropy ve fotbale žen 2013 (vyřazení v semifinále) a mistrovství Evropy ve fotbale žen 2017 (druhé místo).
Vystudovala medicínu na Aarhuské univerzitě a v lednu 2022 získala atestaci. Vedle rodného darí ovládá dalších osm jazyků.
V roce 2017 jí deník Berlingske udělil cenu pro dánskou osobnost roku. Je velvyslankyní UNESCO pro ženské vzdělávání a reklamní tváří firem Nike a Hugo Boss, vydala autobiografickou knihu Min Historie. Označuje se za praktikující muslimku. V prosinci 2021 navštívila Katar a pochvalně se vyjádřila o přípravách mistrovství světa ve fotbale 2022, což vzbudilo v dánském tisku silný nesouhlas doprovázený poukazy na autoritářství katarského režimu a vykořisťování zahraničních dělníků.